# Can Glòria
Can Glòria era una masia senyorial situada al barri d'Horta de Barcelona, a redós de Collserola, més amunt que Can Cortada i Cal Notari.

## Història
Fou construïda a mitjans del segle xviii per Josep Glòria i Picó (1723-1782), membre d'una família de comerciants que importaven cotó d'Amèrica. A finals de segle era propietat del seu nebot Onofre Glòria i Sampons (1733-1798), cònsol de Malta a Barcelona i fabricant d'indianes. Posteriorment, passà a mans del baró de Foixà i finalment a Jaume de Jaumar i de Bofarull.
Durant la Guerra Civil va ser expropiada i l'Ajuntament de Barcelona hi va fer una Escola de Producció. El 1974 fou enderrocada per a la construcció del Segon Cinturó de Ronda, actual Ronda de Dalt, malgrat els intents de l'Escola d'Arquitectura de Barcelona de declarar-la monument historicoartístic.

## Descripció
La torre-masia era d'estil neoclàssic, amb esgrafiats a la façana i balustrades de ceràmica. Tenia dues plantes i golfes, hi havia una capella, una biblioteca, un gran saló per convidats i el menjador amb gran pintures murals. Tenia uns jardins romàntics davant de la façana principal, que es distribuïen en tres nivells: al superior hi havia un estany, una gran cascada i les torres dels Vents; al mig hi havia un jardí d'estil Lluís XV amb el bany de Diana, el banc de la Comtessa i l'escala del Trobador; a baix, el pati d'honor, el balcó de Pilats i la menagerie. L'ús de casa d'estiueig es combinava amb l'explotació agrícola, especialment de vinya.